# セラミックス産業労働組合連合会
セラミックス産業労働組合連合会（セラミックスさんぎょうろうどうくみあいれんごうかい、略称：セラミックス連合（セラミックスれんごう）、英語：All Japan Federation of ceramics industry workers、略称：JCW）は、日本の産業別労働組合である。日本労働組合総連合会（連合）に加盟している。

## 概要
セラミックス産業に関わる労働組合で組織されている。
前身である、全国窯業労働組合連合会（全窯連、1949年結成）は1995年12月に組織を発展的に解消し、産別未加盟の複数の企業別組合（東陶機器労組等）を加えてセラミックス連合を結成した。

## 業種別部会
業種別に4つの部会があり、業種ごとの独自の問題や労働条件についての問題提起や意見交換が行われている。
- 食器部会
- 建材部会
- 耐火物部会
- セラミックス一般部会